# Nellore
Nellore (telugu నెల్లూరు urdu نیلور) è una suddivisione dell'India, classificata come municipality, di 378.947 abitanti, capoluogo del distretto di Nellore, nello stato federato dell'Andhra Pradesh. In base al numero di abitanti la città rientra nella classe I (da 100.000 persone in su).

## Geografia fisica
La città è situata a 14° 25' 60 N e 79° 58' 0 E e ha un'altitudine di 18 m s.l.m..

## Società

### Evoluzione demografica
Al censimento del 2001 la popolazione di Nellore assommava a 378.947 persone, delle quali 191.283 maschi e 187.664 femmine. I bambini di età inferiore o uguale ai sei anni assommavano a 41.804, dei quali 21.434 maschi e 20.370 femmine. Infine, coloro che erano in grado di saper almeno leggere e scrivere erano 272.961, dei quali 144.623 maschi e 128.338 femmine.